# Ophion albistylus
Ophion albistylus es una especie de insecto del género Ophion, familia Ichneumonidae.
Fue descrito por primera vez en 1905 por Szepligeti.